# يو إف سي 55
يو إف سي 55: غضب (بالإنجليزية: UFC 55: Fury)‏ هو حدث لفنون القتال المختلطة نظمته يو إف سي، أُقيم في 7 أكتوبر 2005، على موهيغان صن ارينا في أونكاسفيل، كونيتيكت، الولايات المتحدة.